# Barnes Wallis

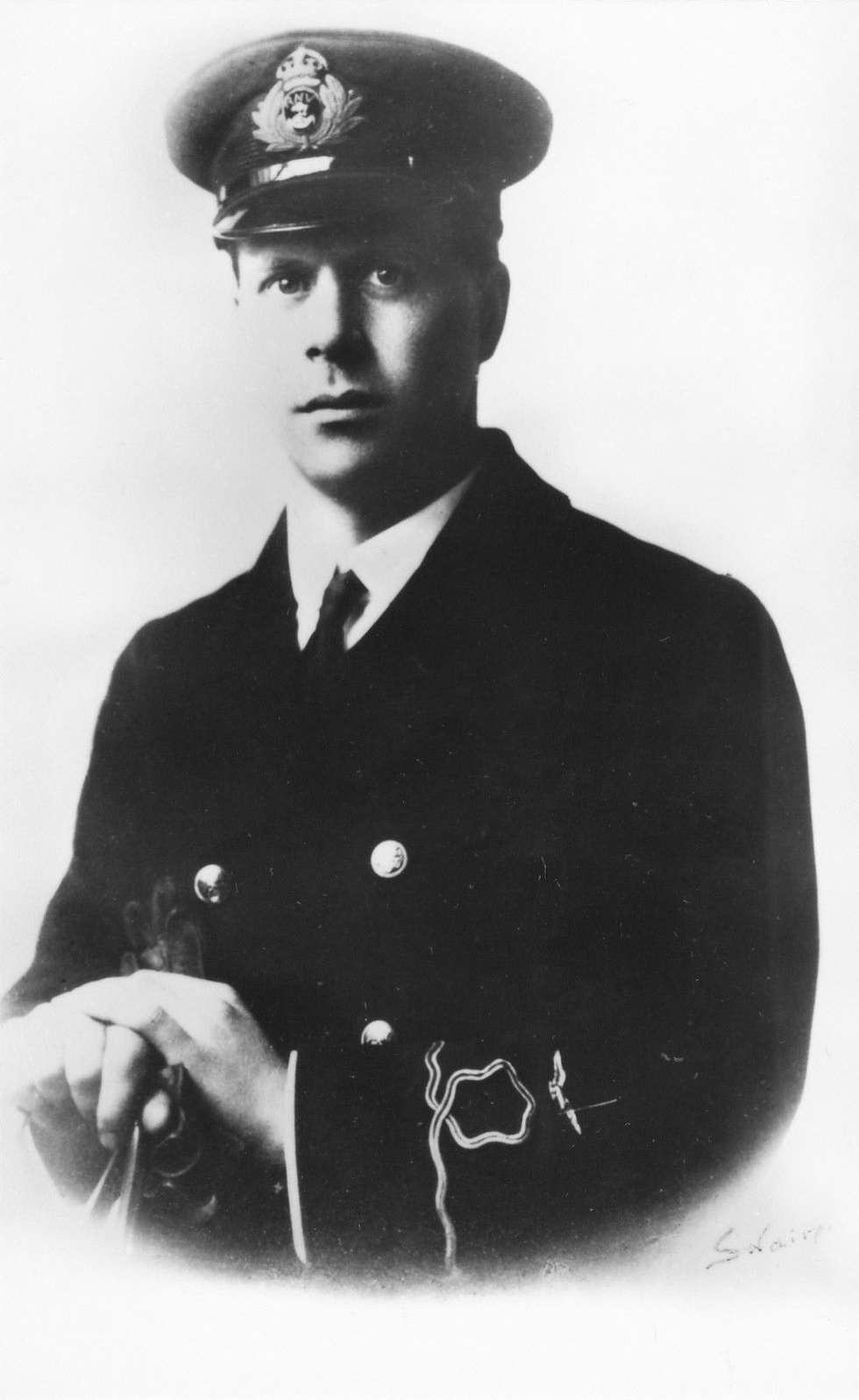
Barnes Wallis (circa 1914)

Barnes Neville Wallis (Derbyshire, Inglaterra, 26 de septiembre de 1887 - Effingham, 30 de octubre de 1979) comúnmente conocido como Barnes Wallis fue un científico británico, ingeniero e inventor.   Es mayormente conocido por inventar la bomba rebotadora, usada por la Real Fuerza Aérea británica,  "RAF" , en la Operación Castigo o Raid Dambuster, para atacar las principales represas de Alemania en la zona industrial del Rühr,  en mayo de 1943 durante la Segunda Guerra Mundial.

## Biografía
Barnes Wallis nació en Ripley, Derbyshire, Inglaterra el 26 de septiembre de 1887, siendo el segundo de los cuatro hijos del matrimonio entre Charles Wallis y Ashby Edith.
Debido a la pobreza de la familia Wallis,  Barnes estudió con la ayuda de una beca la secundaria en el Christ´s Hospital en Horsham donde demostró grandes dotes en matemáticas y ciencias pero fue completamente nulo en Latín.
Finalizada la secundaria, Barnes Wallis había decidido ser un ingeniero.
Ingresó a una empresa de Ingeniería, la Thames Engineering Works en 1915,  donde ejerció como aprendiz técnico en diseño.  Posteriormente ingresó a una empresa de Ingeniería Naval en Cowles en la isla de Wight formándose como un ingeniero naval;  pero posteriormente derivó hacía la ingeniería aeronáutica.   Obtuvo un grado de Ingeniería en la Universidad de Londres en 1922.
Wallis obtuvo trabajo en  Vickers Armstrong, y se especializó en el diseño estructural de aeronaves, impulsando el denominado diseño geodésico que robustecía las armazones internas de las aeronaves.
Ya en 1930,  sus trabajos incluyeron el diseño en aleación ligera (aluminio) de la estructura del Dirigible R-100, el primer dirigible de pasajeros de Inglaterra, pero debido al accidente del R-101 y sumado a la tragedia del dirigible Hindenburg de la  Alemania Nazi, el proyecto fue completamente desechado.

### Operación Castigo

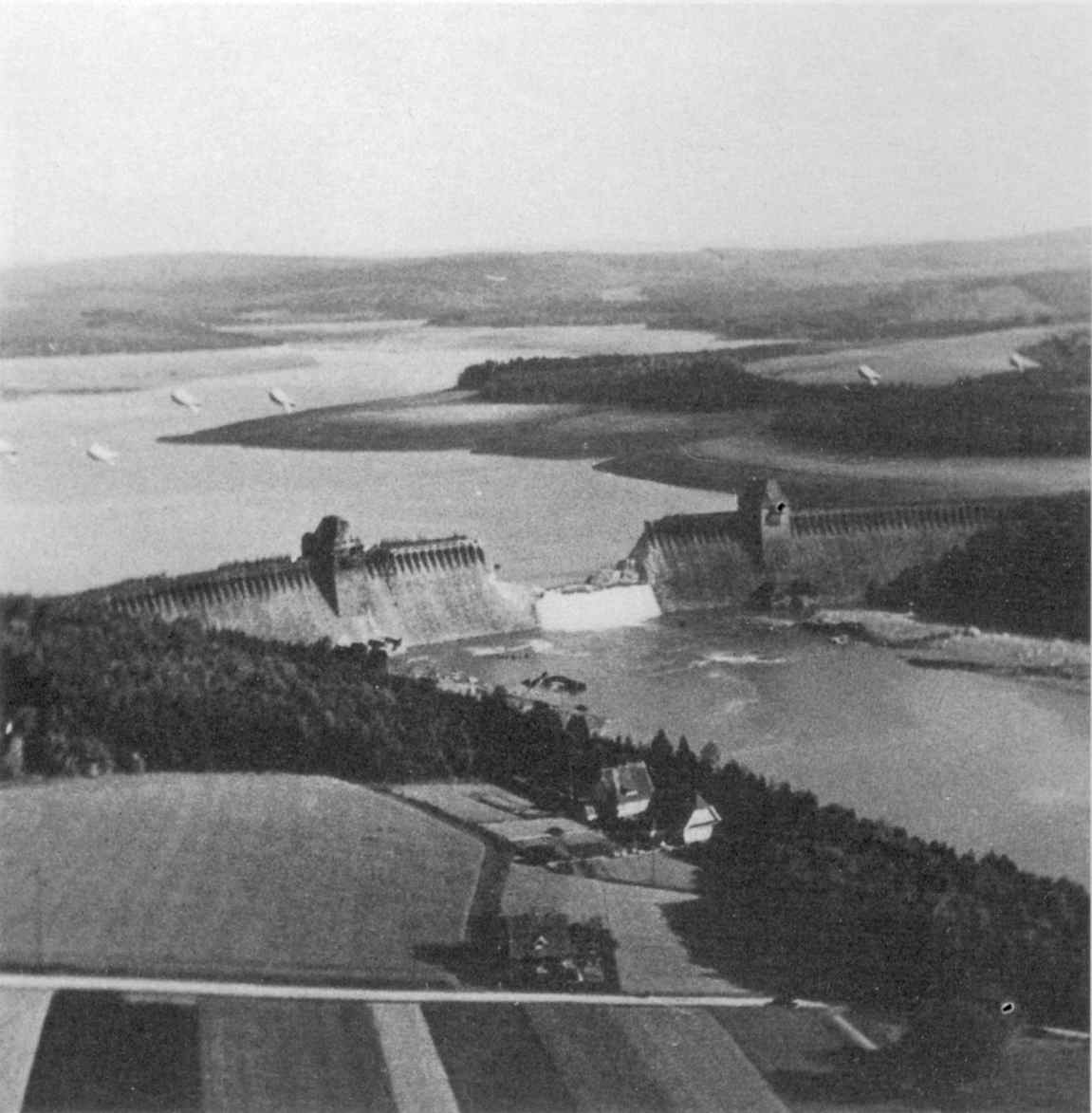
La Represa de Möhne después del ataque

A comienzos de la Segunda Guerra Mundial, Wallis escribió un libro denominado "Estudio de un método para atacar al Eje" que reseñaba el concepto de bombardeo estratégico usando grandes bombas que se lanzarían sobre la industria alemana, corazón del esfuerzo armamentista del régimen de Hitler.  Dicho estudio impresíonó a un oficial del Comando de Bombardeo Estratégico británico quien recurriría a Wallis en 1943, solicitando una solución para destruir unas represas alemanas.
Para 1943, los  esfuerzos de guerra de la Alemania Nazi se concentraban en la zona industrial de la cuenca del Rühr, esta zona contenía además la fuente energética hidroeléctrica proporcionada por grandes represas muy protegidas con emplazamientos de antiaérea y globos barrera. Los bombardeos convencionales habían fracasado en destruirlas con un alto costo en hombres y máquinas.
Dichas represas eran: Möhne, Eder, Sorpe, Diemel, Ennepe y Lister.  A fines de 1941, la RAF encargó a Wallis que estudiase el problema y propusiera una solución efectiva.
Wallis había estado estudiando en un estanque la física del rebote continuo de un objeto esférico sobre la superficie del agua y propuso el diseño de una bomba que se comportara del mismo modo que un objeto esférico lanzado tangencialmente en el agua. La RAF se interesó en el proyecto y se realizaron un sinnúmero de ensayos de tipos de bombas de rebote, inclinándose por un diseño semejante a un tambor cilíndrico.   La bomba denominada Upkeep era lanzada en revolución a 500 rpm,  casi a ras del agua a una velocidad de 300 km/h y  rebotaba unas cinco veces recorriendo unos 500 m sobre la superficie del agua antes de sumergirse y explotar por medio de un mecanismo de presión hidrostática regulado a 30 m. El rebote le permitía sortear las redes antitorpedo que protegían las represas.
Adicionalmente  se creó un escuadrón de 133 hombres llamado Escuadrón X, al mando de Guy Gibson  que utilizaba el bombardero Avro 683 Lancaster.  Estos aviones fueron modificados en el habitáculo de bombas para albergar la pesada bomba de Wallis que era una bomba cilíndrica semejante a un gran tambor, que contenía 3,3 tons de Torpex. La forma de medición de la altura ideal de bombardeo también fue ideada por Wallis mediante la convergencia de dos haces de luz de distinto color sobre la superficie del agua. 
La operación denominada Castigo era de naturaleza nocturna y se efectuaría con 19 máquinas, repartidas en tres fuerzas de ataque y con tres oleadas de bombardeo cada una.

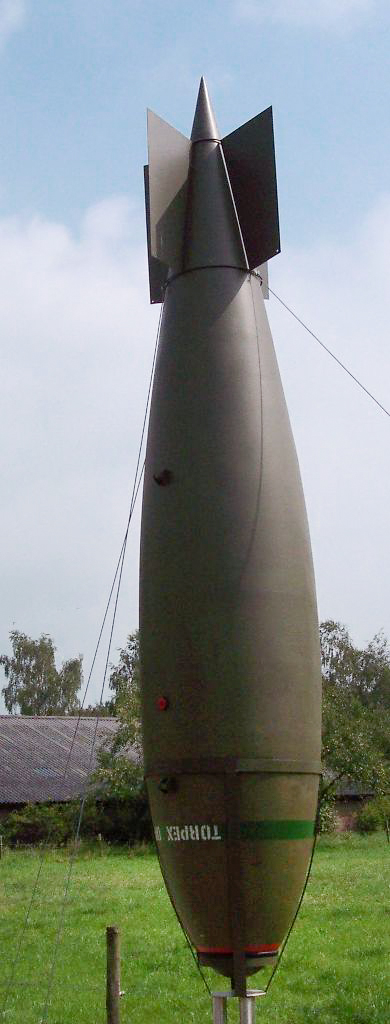
Bomba Tallboy (6 tons)

El 7 de febrero de 1943, previo reconocimiento aéreo, se autorizó la misión para bombardear solo las represas principales de Möhme, Eder y Sörpe.  Para ellos despegaron los 19 bombarderos, quienes volaron sobre Holanda en una ruta de distracción para evitar que el enemigo adivinase su destino para luego quebrar la ruta hacia Alemania.  La primera fuerza de ataque al mando de Gibson atacaría la Represa Möhne, y luego la Represa Eder.  La segunda fuerza de ataque despegaría unas dos horas después y atacaría Sörpe.  La tercera fuerza de ataque actuaría como repaso sobre aquellos blancos cuyos resultados fueran poco exitosos.
Durante el desarrollo de la misión tres aviones fueron derribados y un cuarto tuvo que devolverse a la base por daños causados por la antiaérea enemiga. Continuaron la misión, solo los 12 bombarderos que restaban.
La Represa Möhne fue dañada estructuralmente por el bombardeo de Gibson y posteriormente se deshizo, la escuadrilla continuó a la represa de Eder y hubo que realizar 10 intentos antes de lograr las condiciones de lanzamiento de la bomba y destruir la represa.
La represa de Sörpe a pesar de ser tocada no fue destruida y la tercera fuerza de ataque de repaso no pudo ubicar los blancos.
Las rupturas de las paredes de las represas de Eder y  Möhne  volcaron sobre la cuenca del Rühr,  millones de metros cúbicos de agua que dañaron redes ferroviarias, industrias y provocó la muerte de 1.300 personas, muchas de las cuales eran mano de obra esclava.
En total se perdieron 8 aviones y 53 tripulantes, y se consideró los resultados de la misión como exiguos debido al costo de hombres, no obstante, los alemanes tardaron un año en volver a colocar en funcionamiento la industria armamentista de la zona.
Barnes Wallis tras el éxito recibió apoyo de la RAF para el desarrollo de bombas de penetración, desarrollando la Tallboy y la Grand Slam usadas como revienta-búnkeres en el bombardeo de bases fortificadas de submarinos y que también se usaron en el hundimiento del acorazado alemán Tirpitz en Noruega; además la USAF la usó en el frente del Pacífico en el hundimiento de convoyes japoneses de aprovisionamiento en el mar de Bismarck.

## Vida final

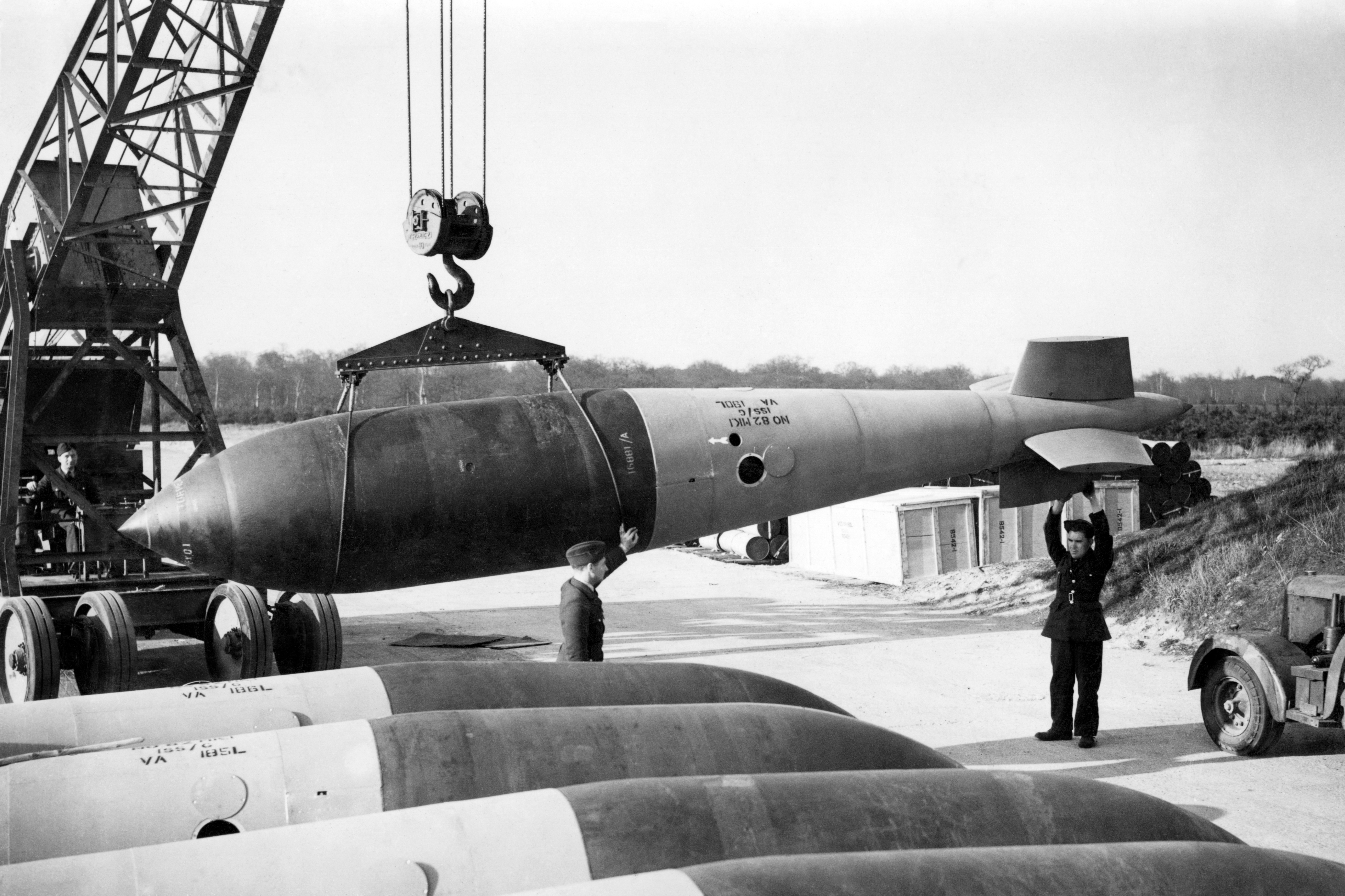
Bomba Grand Slam (10 tons)

Barnes Wallis después de la guerra, siguió trabajando en Vickers hasta 1969 y se dedicó al diseño de aviones con alas de geometría variable,  y en trabajos de túnel de viento.  Sus experiencias alcanzarían a plasmarse en el desarrollo del avión francés Concorde.
Recibió la membresía de la Royal Society y fue nombrado caballero con el derecho al título de Sir.
Barnes Wallis falleció a sus 92 años en San Lorenzo, Effingham contando con el reconocimiento del Reino Unido por sus grandes aportes de ingeniería en tiempo de guerra y paz.

## Vida personal
Barnes Wallis, era de naturaleza excéntrica y fue considerado genio por la comunidad científica connacional.
Se casó en 1925 con Molly Bloxam, una prima que tenía la mitad de su edad, y tuvieron cuatro hijos.

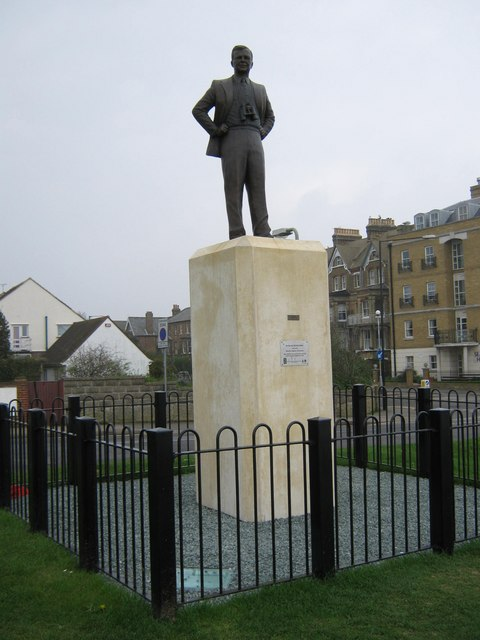
Monumento a Sir Barnes Wallis en Kent

## Cine
La Operación Castigo fue inmortalizada en el filme de 1954 "The Dam Busters" en el cual Wallis fue interpretado por Michael Redgrave. 